# 飛鳥山停留場
飛鳥山停留場（あすかやまていりゅうじょう）は、東京都北区滝野川一丁目にある東京都交通局都電荒川線（東京さくらトラム）の停留場である。駅番号はSA 17。

## 歴史
王子電気軌道の最初の開業区間として、大塚停留場（現・大塚駅前停留場）までの区間が営業を開始した際に起点の停留場として開業し、その後東京市電（後の都電19系統）が現在の本郷通り上に停留場を設けた。当初は現在の荒川線と線路がつながっていなかったが、1949年に線路が接続され、本郷方面から王子駅前まで乗り入れた。
戦後は都営トロリーバスも開通したものの、後から開通した2路線が廃止され、元の姿に戻った。

### 年表
- 1911年（明治44年）8月20日：王子電気軌道飛鳥山上 - 大塚間開業時に飛鳥山上停留場として開業。
- 時期不詳：飛鳥山停留場へ改称。
- 1915年（大正4年）4月17日：王子電気軌道飛鳥山 - 王子（現・王子駅前）間開業。
- 1923年（大正12年）4月15日：東京市電飛鳥山線駒込駅前 - 飛鳥山間開業。
- 1942年（昭和17年）2月1日：王子電気軌道を東京市が買収。東京市電（現・東京都電車）滝野川線（現・荒川線）となる。
- 1944年（昭和19年）：戦時体制により滝野川線の営業を休止[2]。
- 1946年（昭和21年）7月10日：滝野川線の営業を再開[3]。
- 1949年（昭和24年）12月1日：飛鳥山線と滝野川線が接続。
- 1957年（昭和32年）1月12日：トロリーバスの飛鳥山停留場が開業。
- 1968年（昭和43年）3月31日：トロリーバス廃止。
- 1971年（昭和46年）3月18日：飛鳥山線の廃止に伴い、滝野川線のみの停留場となる。

## 停留場構造
相対式ホーム2面2線を有する。飛鳥山線が存在したころは上下渡り線があった。
| 乗車ホーム | 路線                            | 方向 | 行先         |
| ---------- | ------------------------------- | ---- | ------------ |
| 西側       | 都電荒川線 （東京さくらトラム） | 上り | 三ノ輪橋方面 |
| 東側       | 都電荒川線 （東京さくらトラム） | 下り | 早稲田方面   |

## 停留場周辺
- 飛鳥山公園
- JR東日本王子駅
- 東京国税局王子税務署
- 飛鳥山3つの博物館
  - 紙の博物館
  - 北区飛鳥山博物館
  - 渋沢史料館
- 旧古河庭園
- 国道122号（明治通り）
- 東京都道455号本郷赤羽線（本郷通り、明治通り）

### バス路線
最寄りのバス停留所は都営バス飛鳥山停留所、北区コミュニティバス「Kバス」飛鳥山公園停留所である。

以下の路線が通る。
- 都営バス飛鳥山停留所（明治通り外回り）
  - 王40甲：西新井駅前行・北車庫前行・豊島五丁目団地行・江北四丁目行
  - 王55：新田一丁目行
  - 草64：浅草雷門南行
- 都営バス飛鳥山停留所（明治通り内回り）
  - 王40甲・王55：池袋駅東口行
  - 草64：池袋駅東口行・とげぬき地蔵前行

- 北区コミュニティバス「Kバス」8.飛鳥山公園停留所（本郷通り駒込方向）
  - 王子・駒込ルート（平日）：JR駒込駅行
  - 王子・駒込・田端ルート（土休日）：JR駒込駅・JR田端駅行

- 北区コミュニティバス「Kバス」20.飛鳥山公園停留所（本郷通り王子方向）
  - 王子・駒込ルート（平日）：JR王子駅（北とぴあ前）行
  - 王子・駒込・田端ルート（土休日）：JR王子駅（北とぴあ前）行

## 隣の停留場
東京都交通局
 都電荒川線（東京さくらトラム）
王子駅前停留場 (SA 16) - 飛鳥山停留場 (SA 17) - 滝野川一丁目停留場 (SA 18)